# Home with Kids
Home with Kids (chino= 家有儿女, pinyin: Jiā yǒu érnǚ, lit.: Home with Sons and Daughters), es un Sitcom-drama chino transmitido del 12 de febrero del 2005 hasta el 10 de noviembre del 2007 a través de Beijing Television (BTV).

## Argumento
La historia gira en torno a los encuentros que cada uno de los miembros de la familia tienen con varios problemas de la vida y sus intentos por enfrentarlos y solucionarlos, así como la relación entre ellos.

### Primera temporada
Luego de divorciarse el director Xia Donghai, deja Estados Unidos y regresa a China junto a su pequeño hijo de siete años, You Haoran (más conocido como "Little Yu") para reunirse con su hija mayor Xia Xue (más conocida como "Little Xue"), quien creció en China. Poco después conoce y se enamora de la enfermera en jefe Liu Mei, una mujer divorciada y con un hijo Liu Xing, con quien se casa y comienzan una nueva familia. Pronto los cinco viven felices en un apartamento en el moderno Beijing.

### Segunda temporada
Como madre del nuevo hogar, Liu Mei es la encargada de unir a la familia. Aunque tiene un fuerte temperamento, es una mujer adorable, respetable y divertida, que se preocupa constantemente por sus hijos y a menudo se mete en problemas por ser malentendida. Por otro lado, Xia Donghai, es un hombre con mente abierta, entusiasta y utiliza métodos occidentales para educar a sus hijos. Mientras que Xia Xue, es una joven sensible y caprichosa, que siempre está lista para hacer algo loco. Mientras que el hijo menor, es el favorito de la familia y un joven decidido.
La historia sigue a la familia y se enfoca en los elementos sociales. Explora los problemas que enfrentan los niños para aprender, hacer amigos, crecer y otros temas de interés general.

### Tercera temporada
A medida que los hijos crecen, la serie explora los desafíos a los que se enfrenta Xia Xue después de no ser admitida en la universidad "Tsing Hua" únicamente por tres puntos y los problemas que encuentra mientras busca un trabajo. Y cómo luego de decidir volver a realizar los exámenes, se desencadena una serie de eventos para la familia.
Anteriormente una hija obediente, ahora Xue es una adolescente problemática, ocupada con las entrevistas y tratando de hacer cambios, su relación con su familia se tensa y parece que no puede repararse.

### Cuarta temporada
Xia Donghai y Liu Mei, están muy preocupados por el bienestar y la educación de sus hijos. Después de varios trabajos fallidos, Xia Xue regresa a la escuela, mientras que su rebelde hijo Liu Xing, un estudiante de secundaria, se prepara para presentar el examen de ingreso a la universidad. Finalmente el menor, Xia Yu comienza el quinto grado.

## Personajes

### Personajes principales
| Actor               | Personaje   | N.º de episodios | Temporadas  | Notas |
| ------------------- | ----------- | ---------------- | ----------- | --- |
| Gao Yalin           | Xia Donghai | 367              | 1 - 4       | Es el padre de Xia Xue y Xia Yu, así como el padrastro de Liu Xing. Es un hombre generoso, humorístico, tranquilo y tiene una personalidad amistosa. Como alguien que ha sido testigo de la educación estadounidense, su forma de educar a sus hijos, están llenas principalmente de tolerancia, comprensión y signos de igualdad. En ocasiones puede ser un poco perezoso e incompetente cuando se trata de las tareas domésticas o los deportes. Aunque al inicio trabaja como director de un drama infantil, más tarde es despedido de su puesto y poco después es reclutado como editor de una revista infantil.                 |
| Song Dandan         | Liu Mei     | 367              | 1 - 4       | Es la madre de Liu Xing y la nueva esposa de Xia Donghai, lo que la convierte en la madrastra de Xia Xue y Xia Yu. Trabaja como directora de enfermeras de un hospital y es la encargada de mantener el hogar. Al adoptar formas de educación más "tradicionales" a menudo demuestra una mayor preferencia por Xia Xue, debido a sus sobresalientes calificaciones y talentos, y en ocasiones intenta dar castigos corporales a sus hijos cuando se portan mal, en especial a Xing. A pesar de que es celosa y curiosa, a menudo intenta entender a sus tres hijos para ayudarlos de la mejor manera posible.                        |
| Yang Zi Ning Danlin | Xia Xue     | 200 167          | 1 - 2 3 - 4 | Es la hija mayor de Xia Donghai y Mali, así como la hermana mayor de Xia Yu. Es una joven segura pero arrogante y a menudo ocasiona problemas más grandes para sus padres, a pesar de esto también es inteligente y tiene excelentes calificaciones. Aunque al inicio no confía en su nueva madrastra, Liu Mei pronto la acepta. Aunque más tarde cae en depresión luego de no lograr obtener la calificación para entrar a la Universidad de Tsinghua, poco después logra superarse. |
| Zhang Yishan        | Liu Xing    | 367              | 1 - 4       | Es el hijo de Liu Mei y Hu Yitong. Aunque no es un muy buen estudiante (especialmente en química), es bastante ingenioso y discreto, así como deportista, caballeroso y siempre está lleno de ideas y consejos (tanto buenos como malos). Es el hijo problemático de la casa, por lo que recibe la mayor parte del tiempo sus padres le echan la culpa cuando algo sucede. |
| You Haoran          | Xia Yu      | 367              | 1 - 4       | Es el hijo menor de Xia Donghai y Mali, así como el hermano menor de Xia Xue. Aunque creció en América y es capaz de hablar inglés fluido, prefiere no hacerlo después de mudarse a Beijing. Aunque tiene el conocimiento de muchas costumbres americanas, este conocimiento a menudo demuestra su falta de idea sobre el uso de algunas características del idioma chino (en particular frases y expresiones, así como en las tradiciones). Sigue a su hermanastro Liu Xing en sus hazañas y a menudo se mete en problemas después de Xing. Cuando conoce a extraños a menudo les dice que es "el pequeño guapo chino de ultramar". |

### Personajes secundarios
| Actor                                   | Personaje                        | N.º de episodios | Temporadas | Notas |
| --------------------------------------- | -------------------------------- | ---------------- | ---------- | --- |
| Sun Guitian (孙桂田)                    | Fan Xiaoying (Abuela Laolao)     | -                | 1 - 4      | Es la madre de Liu Mei.Le gusta malcriar a sus nietos y evita que se metan en dificultades e inconvenientes. No le cae muy bien Xia Xiang.                                                                         |
| Wen Xingyu (文兴宇)                     | Xia Xiang (Abuelo Yeye)          | -                | 1 - 2      | Es el padre de Xia Donghai. Está interesado en cosas que son para el bien común, como ahorrar electricidad y agua. Es un entrenador deportivo retirado y a menudo es muy estricto. Fan Xiaoying lo llama fascista. |
| Ma Shuliang (马书良)                    | Hu Yitong                        | -                | 1 - 4      | Es el padre biológico de Liu Xing. A menudo visita a la familia Xia sin aviso, lo que incomoda a su exesposa, Liu Mei.                                                                                             |
| Hei Mei (戚慧) Fu Yujia (傅羽佳)        | Ma Li                            | -                | 1 - 2 4    | Es la madre biológica de Xia Xue y Xia Yu, a quien siempre está malcriando. Constantemente culpa a Xia Donghai y Liu Mei cuando sus hijos están molestos. Es rica, posee un BMW y siempre lleva bolsos caros.      |
| Zhang Yiwen                             | Lin Ning (Shu Biao) "Mouse"      | -                | 1 - 4      | Es uno de los mejores amigos de Liu Xing. Sus padres son muy estrictos. |
| Sheng Guansen (盛冠森) Sky Sheng (盛超) | Sheng Chao (Jian Pan) "Keyboard" | -                | 1 2        | Es uno de los mejores amigos de Liu Xing. |
| Zhang Haiyan (张海燕)                   | Pang Shen                        | -                | 1 - 2, 4   | |
| Lin Hao (林好)                          | Dai Mingming                     | -                | 1 - 2      | |
| Xia Lixin (夏力薪)                      | Chen Yuping                      | -                | 4          | |
| Yang Lixiao (杨丽晓)                    | Jia Jia                          | -                | 4          | |
| Sheng Li (盛利)                         | Lu Lu                            | -                | 4          | |
| Zhang Yijing (张懿婧)                   | He Jing                          | -                | 4          | |
| Fu Jia                                  | Gao Yuan                         | -                | 4          | |
| Cao Li (曹力)                           | Dai Tiangao                      | -                | 2          | |
| Li Qinqin (李勤勤)                      | Shu Biaomu                       | -                | 2          | |
| Ran Qian (冉倩)                         | Feifei Biaogu                    | -                | 2          | Es la prima de Xia Donghai. |
| Duan Liyang (段丽阳)                    | Duoduo                           | -                | 1, 4       | Es la cercana amiga de Xia Yu. |
| Ma Ke                                   | Kuangte Nanhai                   | -                | 1          | |
| Zhou Ti (周倜)                          | Liu Weiwei                       | -                | 1          | |
| Jiang Chao (姜超)                       | A Feng                           | -                |            | |
| Cui Binbin (崔彬斌)                     | Cong Cong                        | -                |            | |
| Zhai Zhenjing                           | "Erpang"                         | -                |            | Es el amigo de Xia Yu y el hijo de Laogao. |

### Otros personajes
| Actor                  | Personaje     | N.º de episodios | Temporadas | Notas                                                      |
| ---------------------- | ------------- | ---------------- | ---------- | ---------------------------------------------------------- |
| Han Tongsheng (韩童生) | -             | -                | -          | Es el padre de Duoduo.                                     |
| Wu Xu                  | Maestro Wu    | -                | -          |                                                            |
| Zhang Yiwen            | Lin Ning      | -                | -          |                                                            |
| Ju Yaojie              | Shang Xishan  | -                | -          |                                                            |
| Yin Hang               | Da Jun        | -                | -          |                                                            |
| Lu Yuemeng             | Jiao jiao     | -                | -          |                                                            |
| Du Ninglin (杜宁林)    | Chun Hua      | -                | -          | Es una niñera.                                             |
| Zhang Wenhao           | -             | -                | 1          | Es una compañera de clases de Xia Xue.                     |
| Kyle Ma                | -             | -                | -          | Es un joven rebelde.                                       |
| Xu Di                  | Zhenr         | -                | -          |                                                            |
| Hu Sha                 | -             | -                | 1          | Familiar del paciente.                                     |
| Yan Jun                | -             | -                | 1          | Familiar del paciente.                                     |
| Zhang Haiyan           | Chen Xiaolan  | -                | -          |                                                            |
| Fei Ming               | -             | -                | 1          | Es un camarógrafo.                                         |
| Gao Jian               | -             | -                | 1          | Es un periodista y el líder de la corporación "Jiannaole". |
| Chen Luyao             | Mi Lan        | -                | -          |                                                            |
| Hao Yang               | Miss Ma       | -                | -          |                                                            |
| September Zhang        | Waihou        | -                | -          |                                                            |
| Mo Qi                  | Viejo Wu      | -                | -          |                                                            |
| Zhou Lu                | -             | -                | 1          | Es una joven.                                              |
| Xu Yaohui              | -             | -                | -          | Es el novio de la joven.                                   |
| Zhang Xinhua           | Pequeña Liu   | -                | -          |                                                            |
| Luan Zuxun             | Viejo Wang    | -                | -          |                                                            |
| Chen Feng              | -             | -                | 1          | Es un guardia.                                             |
| Zhang Hao              | -             | -                | -          | Es un oficial de la policía.                               |
| Zhang Ke               | -             | -                | -          | Es un oficial de la policía.                               |
| Zhang Jinhai           | Viejo Gao     | -                | -          |                                                            |
| Tian Xiaobing          | Lin Dafei     | -                | -          |                                                            |
| Liu Yan                | -             | -                | -          | Es la madre de Ning.                                       |
| Lu Dongchang           | -             | -                | 1          | Es la decoradora de la fiesta.                             |
| Wang Peng              | -             | -                | 1          | Es un cocinero.                                            |
| Guo Xu                 | Lin Fan       | -                | -          |                                                            |
| Liu Jinshan            | -             | -                | -          | Es el tío de Niu.                                          |
| Wang Zhiming           | -             | -                | 1          | Es un compañero de clases de Xia Donghai.                  |
| Zhao Yuchen            | -             | -                | -          | Es el maestro de física.                                   |
| Chen Chuang            | Ma Lala       | -                | -          |                                                            |
| Zhao Tieren            | Ma Houpao     | -                | -          |                                                            |
| Zhang Shaorong         | Jefe Wang     | -                | -          |                                                            |
| Wang Qingyuan          | -             | -                | 1          | Es un granjero.                                            |
| Wang Shiyuan           | -             | -                | 1          | Es la prima del granjero.                                  |
| Guo Shaoxiong          | -             | -                | 1          | Cuñado del granjero.                                       |
| Yang Qing              | Song Yang     | -                | -          |                                                            |
| Alice Chan             | Fang Qianqian | -                | -          |                                                            |
| Yang Fengning          | -             | -                | 1          | Es un repartidor.                                          |
| Qi Hui                 | Mary          | -                | -          |                                                            |
| Zhang Bin              | -             | -                | -          | Es la asistente de Mary.                                   |
| Cao Xuefei             | Jin Gang      | -                | -          |                                                            |
| Sun Mengquan           | -             | -                | -          | Es la madre de Jin Gang.                                   |
| Li Xiaofan             | Gong Hai      | -                | -          |                                                            |
| Meng Junquan           | -             | -                | 1          | Es el abuelo de la víctima de Xing.                        |
| Yang Yiming            | -             | -                | 1          | Es un empleado de "Weicai Press".                          |
| Li Xiaofeng            | -             | -                | 1          | Es un empleado de "Weicai Press".                          |
| Chu Jian               | -             | -                | 1          | Es un abogado.                                             |
| Xia Xin                | -             | -                | -          | Es el profesor de violín.                                  |
| Zhou Mingshan          | Tío Ning      | -                | -          |                                                            |
| Solo Wang              | Wei Zheng     | -                | -          |                                                            |
| Ning Boyuan            | Yaling        | -                | -          |                                                            |
| Li Yonggui             | Zhou Zheng    | -                | -          |                                                            |
| Miao Qiang             | -             | -                | 1          | Es el encargado de la papelería.                           |
| Chen Qingxin           | -             | -                | 1          | Es el compañero de clases de Xing.                         |
| You Mingyang           | Mingyang      | -                | -          |                                                            |
| Ning Wentong           | -             | -                | -          | Es el hijo del viejo Wu.                                   |
| Xia Lixin              | Tía Daming    | -                | -          |                                                            |
| Bai-Xiao Yingnan       | Huanhuan      | -                | -          |                                                            |
| Chen Chen              | Su Jie        | -                | -          |                                                            |
| Li Ye                  | Mr. Fang      | -                | -          | Es un maestro.                                             |
| Wang Zhuo              | Mr. Yuan      | -                | -          | Es un maestro.                                             |
| Hou Xiang              | Huang Feihong | -                | -          |                                                            |
| Bao Dazhi              | -             | -                | -          | Es el padre de Lingling.                                   |
| Jing Fengling          | -             | -                | -          | Es la madre de Lingling.                                   |
| Liu Yuzhe              | Lingling      | -                | -          |                                                            |
| Xin Xinuo              | Rongrong      | -                | -          |                                                            |
| Chen Yi'an             | -             | -                | 1          | Es un compañero de clases de Xing.                         |
| Wu Xiaohuo             | -             | -                | 1          | Es un compañero de clases de Xing.                         |
| Yang Yi                | -             | -                | -          | Es una empleada de la corporación "Jiannaole".             |
| Vivi Wang              | -             | -                | 1          | Es una periodista.                                         |
| Sun Jinliang           | -             | -                | 1          | Es la víctima de robo.                                     |
| Gu Jin                 | Sun Zhiwei    | -                | -          |                                                            |
| Li Chunpeng            | -             | -                | 1          | Es el maestro de construcción de Xing.                     |
| Emily Chen             | Qianqian      | -                | -          |                                                            |
| Wang Xinwu             | -             | -                | -          | Es el padre de Qianqian.                                   |
| Hu Ningfang            | -             | -                | -          | Es la madre de Qianqian.                                   |
| Pang Hai               | -             | -                | -          | Es el hermano de "Mute Angel".                             |
| Hu Xin                 | -             | -                | -          | Es la hermana de "Mute Angel".                             |
| Lu Xiao                | Yu Xiaohong   | -                | -          |                                                            |
| Ma Yuhong              | -             | -                | -          | Es el director de la escuela de Yu.                        |
| Zhang Tu               | Zhang Chao    | -                | -          |                                                            |

## Episodios
La serie estuvo conformada por 4 temporadas y emitió 367 episodios:
- La primera temporada de la serie fue estrenada el 12 de febrero del 2005, emitiendo 100 episodios.[3]
- La segunda temporada transmitió 100 episodios.[4]
- La tercera temporada contó con 100 episodios.[5]
- La cuarta y última temporada fue transmitida hasta el 10 de noviembre del 2007, emitiendo 67 episodios.[6]

## Música
La música de la serie fue Sunshine Boy Sunshine Girl interpretada por TG4.

## Premios y nominaciones
| Año  | Categoría      | Premio             | Nominado         | Resultado |
| ---- | -------------- | ------------------ | ---------------- | --------- |
| 2006 | Best TV Series | Golden Eagle Award | "Home with Kids" | Nominado  |

## Producción
La serie también es conocida como Home with Sons and Daughters.
Contó con los guionistas Zang Li (臧里), Zang Xi (臧希), Lim Chun-ming (廉春明), Xing Yusen (邢育森) y Li Jianhong, así como con el director creativo Li Hong (李洪).
Mientras que la producción ejecutiva estuvo en manos de Wu Weimin, Huang Rulun, Pan Zhengping, Xu Shengheng, Luo Jiexia, Zhou Meizhen, Liu Shun Fat y Di Zhenjiang.
Las filmaciones de la primera temporada comenzaron el 29 de abril del 2004 en Beijing.
Durante la tercera temporada la actriz Yang Zi quien interpretaba a Xia Xue no pudo regresar debido a que se encontraba en exámenes por lo que fue reemplazada por la actriz Ning Danlin, quien interpretó a Xue durante las últimas dos temporadas de la serie.
Contó con el apoyo de la compañía de producción "M-Star TV & Film", "Beijing Jingrui Culture" y "Cosmos Media".